# طحنون بن زايد بن خليفة آل نهيان
طحنون بن زايد بن خليفة آل نهيان (1857-1912)، هو الحاكم الثامن لإمارة أبوظبي. تولى الحكم من عام (1909-1912) خلفا لوالده الشيخ زايد بن خليفة بن شخبوط آل نهيان الملقب باسم زايد الكبير أو الأول.

## نسبه
طحنون بن زايد بن خليفة بن شخبوط بن ذياب بن عيسى بن نهيان آل نهيان.

## حياته
اجتمع أعيان بنو ياس بعد وفاة زايد بن خليفة بن شخبوط آل نهيان سنة 1909م واتفقوا على ترشيح الشيخ خليفة بن زايد بن خليفة آل نهيان لتولي الأمر فرفض ذلك، فرشحوا أخاه الشيخ طحنون فقبلها.
لم ينازعه أحد في الإمارة وكان محبوبا عند جماعته. وانتشرت في زمنه تجارة اللؤلؤ وكانت جزيرة دلما يؤمها تجار من قطر والبحرين وبندر لنجة ومدن ساحل الخليج العربي الذين يتاجرون بالؤلؤ والسلع المختلفة ويدفعون للشيخ طحنون الضرائب
قتل على يد أخيه الشيخ حمدان بن زايد بن خليفة آل نهيان في سنة 1912م.